# Imantodes gemmistratus
Espèce
Synonymes
- Himantodes gemmistratus Cope, 1861
- Dipsas gemmistrata (Cope, 1861)
- Dipsas cenchoa var. reticulata Müller, 1882
- Dipsas gemmistrata var. latistrata Cope, 1887
- Dipsas gracillima Günther, 1895
- Dipsas splendida Günther, 1895
- Imantodes splendidus (Günther, 1895)
- Imantodes luciodorsus Oliver, 1942
- Imantodes splendidus luciodorsus Oliver, 1942
- Imantodes splendidus oliveri Smith, 1942

Imantodes gemmistratus  est une espèce de serpents de la famille des Dipsadidae.

## Répartition
Cette espèce se rencontre :
- au Mexique ;
- au Guatemala ;
- au Honduras ;
- au Salvador ;
- au Nicaragua ;
- au Costa Rica ;
- au Panama ;
- en Colombie.

Sa présence est incertaine au Belize.

## Sous-espèces
Selon The Reptile Database (3 septembre 2013) :
- Imantodes gemmistratus gemmistratus (Cope, 1861)
- Imantodes gemmistratus gracillimus (Günther, 1895)
- Imantodes gemmistratus latistratus (Cope, 1887)
- Imantodes gemmistratus luciodorsus Oliver, 1942
- Imantodes gemmistratus oliveri Smith, 1942
- Imantodes gemmistratus reticulatus (Müller, 1882)
- Imantodes gemmistratus splendidus (Günther, 1895)

## Publications originales
- Cope, 1861 : Contributions to the ophiology of Lower California, Mexico and Central America. Proceedings of the Academy of Natural Sciences of Philadelphia, vol. 13, p. 292-306 (texte intégral).
- Cope, 1887 : Catalogue of batrachians and reptiles of Central America and Mexico. Bulletin of the United States National Museum, vol. 32, p. 1-98 (texte intégral).
- Günther, 1895 : Reptilia and Batrachia, Biologia Centrali-Américana, Taylor, & Francis, London, p. 1-326 (texte intégral).
- Oliver, 1942 : A new snake of the genus Imantodes from Mexico. Copeia, vol. 1942, no 1, p. 1-2.
- Müller, 1882 : Erster Nachtrag zum Katalog der herpetologischen Sammlung des Basler Museums. Verhandlungen der Naturforschenden Gesellschaft in Basel, vol. 7, p. 120-165 (texte intégral)
- Smith, 1942 : Mexican herpetological miscellany. Proceedings of the United States National Museum, vol. 92, p. 349-395 (texte intégral).